# Nazionale maschile di pallamano della Serbia
La nazionale di pallamano maschile della Serbia è la rappresentativa pallamanistica maschile della Serbia ed è posta sotto l'egida della Federazione serba di pallamano (Rukometni savez Srbije) e rappresenta il paese nelle varie competizioni ufficiali o amichevoli riservate a squadre nazionali. Così come in qualsiasi altro sport, anche nella pallamano i risultati conseguiti dalle estinte Repubblica Socialista Federale di Jugoslavia fino al 1991, dalla Repubblica Federale di Jugoslavia dal 1992 al 2002 e dalla Serbia e Montenegro dal 2003 al 2006, appartengono all'attuale nazionale serba.
Nel suo palmarès vanta due ori e un argento olimpici e un titolo mondiale, conseguiti tutti all'epoca della Jugoslavia. Come Serbia, il miglior risultato conseguito è l'argento all'Europeo 2012 disputato in casa.

## Palmarès

### Olimpiadi
- (1972, 1984)
- (1988)

### Mondiali
- (1986)
- (1982)
- (1970, 1974, 1999, 2001)

### Europei
- (2012)
- (1996)

### Competizioni principali
- 1936: non qualificata
- 1972:  Campioni
- 1976: 5º posto
- 1980: 6º posto
- 1984:  Campioni
- 1988:  3º posto
- 1992: non partecipante
- 1996: non qualificata
- 2000: 4º posto
- 2004: non qualificata
- 2008: non qualificata
- 2012: 9º posto
- 2016: non qualificata

- 1938: non qualificata
- 1954: non qualificata
- 1958: 8º posto
- 1961: 9º posto
- 1964: 6º posto
- 1967: 7º posto
- 1970:  3º posto
- 1974:  3º posto
- 1978: 5º posto
- 1982:  2º posto
- 1986:  Campioni
- 1990: 4º posto
- 1993: non partecipante
- 1995: non partecipante
- 1997: 9º posto
- 1999:  3º posto
- 2001:  3º posto
- 2003: 8º posto
- 2005: 5º posto
- 2007: non qualificata
- 2009: 8º posto
- 2011: 10º posto
- 2013: 10º posto
- 2015: non qualificata
- 2017: non qualificata
- 2019: 18º posto
- 2021: non qualificata
- 2023: 11º posto

- 1994: non qualificata
- 1996:  3º posto
- 1998: 5º posto
- 2000: non qualificata
- 2002: 10º posto
- 2004: 8º posto
- 2006: 9º posto
- 2008: non qualificata
- 2010: 13º posto
- 2012:  2º posto
- 2014: 13º posto
- 2016: 15º posto
- 2018: 12º posto